# Nikola Poluga
Nikola Poluga (serbisch-kyrillisch Никола Полуга; * 1. März 1986 in Jugoslawien) ist ein ehemaliger serbischer Volleyballspieler, welcher auch als Trainer aktiv war.

## Karriere
Poluga belegte mit der serbischen Junioren-Nationalmannschaft 2004 den vierten Platz bei der Europameisterschaft in Zagreb. Bis 2010 spielte er bei OK Partizan Belgrad. Von dort wechselte er zum deutschen Bundesligisten VC Gotha. In der Bundesliga-Saison 2010/11 war er der drittbeste Mittelblocker der Liga, wobei seine Mannschaft wegen des schlechteren Satzverhältnisses die Playoffs verpasste. Anschließend wechselte er zum TV Bühl. Mit der Mannschaft erreichte er in der Saison 2011/12 das Halbfinale im DVV-Pokal und das Playoff-Viertelfinale der Bundesliga. Ein Jahr später kam Poluga mit Bühl ins Pokal-Viertelfinale und Playoff-Halbfinale. 2013 wechselte der Mittelblocker zum Ligakonkurrenten VSG Coburg/Grub. Dort kam er in der ersten Saison ins Pokal-Viertelfinale, schied aber in der Liga in den Pre-Playoffs aus. 2014/15 verpasste Coburg als Zehnter der Hauptrunde ebenfalls die Playoffs und schied im Pokal-Achtelfinale aus. 2015 ging Poluga zum Zweitligisten Oshino Volleys Eltmann. Im Oktober 2017 wurde er kurzfristig vom Bundesligisten Netzhoppers Königs Wusterhausen verpflichtet.
Nach der Saison 2017/18 beendete er seine aktive Karriere und wechselte auf die Position des Trainers. Nachdem er bereits die zweite Mannschaft vom BBSC Berlin und den TSV Tempelhof-Mariendorf in der Dritten Liga trainierte, wechselte er zur Saison 2021/22 zu den Vorwärts Sachsen Volleys Grimma in die 2. Bundesliga. Doch vor dem Beginn der Rückrunde trennte man sich bereits einvernehmlich und die ehemaligen Grimmaer Spielerinnen Kristin Stöckmann und Sandra Seyfferth übernahmen das Team.